# Planète XIII
Planète XIII  est un magazine mensuel français consacré au rugby à XIII, basé à Carcassonne.
Fondé en 2017, il est considéré comme le successeur de Treize Magazine, disparu au début des années 2000 pour raisons financières.
Il parait d'abord sous une forme numérique, pour ensuite évoluer vers une version « papier » à partir de l'automne 2018.
Au mois de juillet 2020, il annonce la fin de sa publication, faute d'un lectorat suffisant.

## Histoire
À l'occasion de son congrès du 2 septembre 2017, la Fédération française de rugby à XIII annonce la publication d'une revue numérique, un webzine « News FFR XIII », disponible sur la boutique de son site officiel et sur la plateforme issuu.
Selon les mots de son Président, il se veut « un véritable trait d'union entre la Fédération et le monde treiziste ».
Le premier numéro sort en septembre 2017, son rédacteur en est Hervé Girette. Gilles Clausells, champion du monde de rugby à XIII en fauteuil roulant en fait la en couverture. Il comporte 38 pages, des photographies couleurs et de la publicité, notamment de Port Barcarès, qui sera également sponsor de l’Équipe de France de rugby à XIII lors de la Coupe du Monde de Rugby à XIII qui aura lieu la même année.
Cependant, le 11 juin 2018, la Fédération française de rugby à XIII annonce la sortie d'une nouvelle publication version papier. Ce magazine, « Planète XIII », sera disponible uniquement sur abonnement pour un montant de 29 euros, à compter du mois de septembre 2018. Ce magazine remplace donc News FFR XIII qui n'était que transitoire. 
Le premier numéro de l'édition sort en octobre 2018 et porte le numéro 12, pour prendre la suite des 11 précédents numéros édités sous forme numérique. D'un format de 52 pages, en couleur, son directeur de publication est Marc Palanques, et les auteurs des textes en sont Hervé Girette et Olivier Alavarado. Il fait sa couverture sur la victoire des Dragons Catalans en finale de la Challenge Cup en 2018, et sur celles des équipes des moins de 16 ans et  moins de 19 ans qui ont remporté le Championnat d'Europe de leurs catégories respectives, la même année.
Au mois de juillet 2020, sans avoir été précédé d'une annonce de la FFRXIII qui pourtant l'édite,  la rédaction du magazine annonce la fin de sa publication. 
Bien que cette interruption a lieu pendant la crise du Covid 19, celle-ci n'en est pas la cause, le dernier éditorial indiquant simplement que  « les lecteurs n'étaient pas au rendez vous  »,.

## Description
Planète XIII  est un magazine couleur de format A4 (dimension 21 x 29,7 cm). Sa mise en page semble relativement simple ; une cinquantaine de pages, avec un texte qui n'est pas toujours d'une lisibilité optimale : ainsi dans l'édito du numéro de mois de mai 2019 , certains mots imprimés en noir sont masqués car figurant sur les parties en noir de la photographie qui illustre l’éditorial en fond.
A la manière de Treize Magazine, Il comporte des articles sur le rugby à XIII pratiqué en France, et cela même dans les régions non réputées treizistes. En revanche, il ne comporte pas particulièrement de statistiques ou de récapitulatif de résultats, ce que proposait Treize Magazine,  mais plutôt des articles centrés sur les acteurs du rugby à XIII, avec notamment des interviews de ces derniers.
Il parait tous les mois, et par saison sportive (seulement dix numéros par an). 
Il n'est disponible que sur abonnement , soit en s'abonnant directement auprès de la fédération (abonnement par voie postale et chèque bancaire en 2018), soit en s'abonnant auprès de différentes boutiques sur internet.

## Directeur
Marc Palanques est le directeur officiel de la publication de sa création à sa disparition.

## Équipe rédactionnelle
Depuis 2017, l'équipe rédactionnelle de Planète XIII est composée principalement d'Hervé Girette, qui écrit la plupart des textes du magazine et de Michel Bolasell, journaliste et écrivain,  qui écrit des éditoriaux.
En 2020, dernière année de parution du magazine, l'équipe rédactionnelle élargie comprendra de plus Enrique Valverde, Olivier Alvarado, Éric Champel et Bruno Onteniente.